# Golești (Vrancea)
Pour les articles homonymes, voir Golești.
Golești est une commune du județ de Vrancea en Roumanie.